# Endangered Species (album, Lynyrd Skynyrd)
Endangered Species je osmé studiové album americké southern rockové skupiny Lynyrd Skynyrd, vydané v roce 1994. Deska obsahuje jak klasické skladby Lynyrd Skynyrd v akustické podobě, tak nový materiál.

## Seznam skladeb
| Pořadí         | Název                  | Autor                                                                       | Délka |
| -------------- | ---------------------- | --------------------------------------------------------------------------- | ----- |
| 1.             | Down South Jukin       | Ronnie Van Zant, Gary Rossington                                            | 2:38  |
| 2.             | Heartbreak Hotel       | Mae Boren Axton, Thomas Durden, Elvis Presley                               | 4:01  |
| 3.             | Devil in the Bottle    | Mike Estes, Dale Krantz-Rossington, Gary Rossington, Johnny Van Zant        | 3:35  |
| 4.             | Things Goin' On        | Gary Rossington, Ronnie Van Zant                                            | 3:00  |
| 5.             | Saturday Night Special | Ed King, Ronnie Van Zant                                                    | 3:53  |
| 6.             | Sweet Home Alabama     | Ed King, Gary Rossington, Ronnie Van Zant                                   | 4:01  |
| 7.             | I Ain't the One        | Gary Rossington, Ronnie Van Zant                                            | 3:27  |
| 8.             | Am I Losin'            | Gary Rossington, Ronnie Van Zant                                            | 4:06  |
| 9.             | All I Have Is a Song   | Gary Rossington, Ronnie Van Zant                                            | 3:21  |
| 10.            | Poison Whiskey         | Ed King, Ronnie Van Zant                                                    | 2:47  |
| 11.            | Good Luck, Bad Luck    | Mike Estes, Ed King                                                         | 3:23  |
| 12.            | The Last Rebel         | Gary Rossington, Robert White Johnson, Johnny Van Zant, Michael Gerald Lunn | 5:42  |
| 13.            | Hillbilly Blues        | Mike Estes, Ed King, Gary Rossington, Johnny Van Zant                       | 3:42  |
| Celková délka: | Celková délka:         | Celková délka:                                                              | 43:10 |

## Obsazení
- Johnny Van Zant – zpěv
- Gary Rossington – kytara, akustická kytara
- Mike Estes – kytara, akustická kytara
- Leon Wilkeson – baskytara, akustická baskytara
- Billy Powell – piano
- Owen Hale – perkuse, bicí
- Ed King – kytara, mandolína, akustická kytara
- Dale Krantz-Rossington – vokály, zpěv
- Debbie Davis – vokály